# Cotton Malone
Cotton Malone, alias di Harold Earl Malone, è un personaggio nato dalla penna di Steve Berry, un avvocato statunitense.

## Profilo
Malone è un ex agente operativo del dipartimento di Giustizia americano, del reparto "Magellano", che, nonostante voglia lasciarsi il suo passato da agente alle spalle, viene spesso coinvolto in alcuni casi dal suo ex capo. Ha una libreria antiquaria a Copenaghen, è divorziato e ha un figlio (che spesso finisce nei guai per colpa del padre).

## Romanzi in cui è presente
- L'ultima cospirazione (The Templar Legacy, 2006)
- Le ceneri di Alessandria (The Alexandria Link, 2007)
- L'ombra del leone (The Venetian Betrayal, 2007)
- La tomba di ghiaccio (The Charlemagne Pursuit, 2008)
- Il tesoro dell'Imperatore (The Paris Vendetta, 2009)
- L'esercito fantasma (The Emperor's Tomb, 2010)
- Il sigillo dei traditori (The Jefferson Key, 2011)
- Le chiavi del potere (The King's Deception, 2013)
- La congiura del silenzio (The Lincoln Mith, 2014)
- Il patto dei giusti (The Patriot threat, 2015)
- Il giorno del giuramento (The 14th Colony, 2016)
- La chiave dell'inferno (The Lost Order, 2017)
- Il momento della verità (The bishop's pawn, 2018)
- I cavalieri dell’Apocalisse (The Malta Exchange, 2019)
- Il marcho della fenice (The Warsaw protocol, 2020)
- La rete del Fuhere (The Kaiser's web, 2021)
- L'ultimo regno (The last kingdom, 2023)

## Altri romanzi
Steve Berry ha inoltre scritto "La stanza segreta dello Zar" (The amber room, 2003, di cui è protagonista la giudice Rachel Cutler) e "Il sigillo della vergine" (The Omega factor, 2022, di cui è protagonista Nick Lee, ex agente di una sezione dell’UNESCO che si occupa di recuperare opere d’arte rubate). In questi romanzi non compare Cotton Malone.
| Controllo di autorità | VIAF (EN) 297148996060859751512 · LCCN (EN) nb2017005554 · J9U (EN, HE) 987007556849905171 |